# Четвёртая статья Конституции США
Четвёртая статья Конституции США определяет взаимоотношения между Федерацией и отдельными штатами, а также взаимоотношения между штатами.

## Часть 1: Полное доверие и уважение
Полное доверие и уважение должны оказываться в каждом штате официальным актам, записям и материалам судопроизводства любого другого штата. Конгресс может путём принятия общих законов предписывать способ удостоверения подлинности таковых актов, документов и материалов судопроизводства, а также установления юридической силы оных.
Первая часть статьи указывает, что каждый штат обязан оказывать доверие всем официальным актам, записям и материалам судопроизводства вне зависимости от того, в каком штате такие документы были изданы. Конгресс имеет право указывать порядок удостоверения таких документов, а также способ их истребования и предоставления компетентным органам.
Верховный Суд США дал две существенные трактовки данной части. В деле en:Mills v. Duryee,, было установлено, что решение суда по конкретному делу, а также факты и обстоятельства, установленные по этому делу в одном штате является обязательным для судов других штатов. Суд штата не может повторно рассматривать дело, которое было полностью разрешено судом другого штата. В деле en:McElmoyle v. Cohen суд установил правило о том, что хотя решение суда и является обязательным во всех штатах, процедура его исполнения может отличаться и регулируется каждым штатом по своему усмотрению. В данном деле сторона выиграла дело в Южной Каролине и попыталась привести его в исполнение в Джорджии. Однако по процессуальному закону Джорджии решения судов подлежали исполнению только в течение определённого времени после их вынесения и, поскольку истец пропустил этот срок, в принудительном исполнении решения суда было отказано. Верховный Суд подтвердил, что к решением суда, вынесенным за пределами штата должны применяться те же процедурные ограничения, что и к решениям суда, вынесенным в пределах штата.

## Часть 2: Обязанности штатов

### Привилегии и иммунитеты
Гражданам каждого штата предоставляются все привилегии и иммунитеты граждан других штатов.
Некоторая размытость формулировки первого абзаца второй части статьи привело к различным её интерпретациям. Одна из них подразумевала, что данным положением устанавливается равноправие граждан Федерации. Согласно другой интерпретации каждый гражданин имеет все права, которые предоставил ему его родной штат вне зависимости от его местонахождения.
Верховный Суд США отверг обе теории. Он постановил, что данная норма означает, что штат не имеет права дискриминировать жителей других штатов в пользу своих жителей. В деле en:Corfield v. Coryell суд дал характеристику привилегиям и иммунитетам:

государственная защита, право на жизнь и свободу, право граждан одного штата свободно передвигаться по территории другого штата а также жить в любом штате, торговать, вести сельское хозяйство, профессиональную деятельность, использовать право habeas corpus (защиту от незаконного ареста), быть стороной судебного процесса, владеть, использовать и распоряжаться собственностью, равное налогообложение по сравнению с жителями штата.

Таким образом большая часть прав и свобод не подпадает под данные положения. Так в процитированном выше деле суд признал право штата ограничить права жителей других штатов на сбор устриц.

### Экстрадиция
Лицо, обвинённое в одном штате в государственной измене, тяжком или ином преступлении, которое скрылось от правосудия и обнаружено в другом штате, по требованию исполнительной власти штата, из которого оно совершило побег, подлежит выдаче для препровождения в штат, юрисдикции которого подлежит это преступление.
Согласно Конституции лицо, скрывающееся от правосудия, должно быть выдано тому штату, в котором оно совершило преступление. При этом не обязательно, чтобы лицо скрылось после предъявления ему обвинения: под норму об экстрадиции подпадает любой преступник. Положения об экстрадиции могут применяться к любым преступникам, даже совершившим незначительные преступления.
Довольно длительное время федеральные власти не могли требовать экстрадиции федеральных преступников. Это было вызвано решением Верховного Суда по делу en:Kentucky v. Dennison,, когда суд запретил федеральным судам принимать решение о принудительной выдачи федерального преступника. Лишь в 1987 году этот прецедент был отменён, что дало право федеральным судам принимать решение об экстрадиции.
Лицо, подлежащее экстрадиции, не может оспорить требование об экстрадиции на том основании, что оно не совершало соответствующего преступления. Защита от обвинения возможна лишь в штате, в котором проходит следствие. Единственной защитой может быть предоставление чётких и недвусмысленных доказательств того, что лицо находилось за пределами штата, требующего выдачу, в момент совершения преступления.. Выданное лицо может быть предано суду не только по тем обвинениям, которые ему предъявлялись в момент экстрадиции.
Беглый преступник, доставленный в свой штат не с помощью экстрадиции, может быть осуждён за свои преступления даже если его доставка была незаконной. Так в деле en:Mahon v. Justice, суд установил, что хотя захват и вывоз человека из одного штата в другой группой вооруженных наёмников является незаконным, это никак не влияет на возможность штата судить человека, оказавшегося на его территории.

### Положения о беглых рабах
Ни одно лицо, содержащееся в услужении или на работе в одном штате по законам оного и бежавшее в другой штат, не освобождается в силу какого-либо закона или постановления последнего от такой службы или работы, а должно быть выдано по заявлению той стороны, которая имеет право на таковое услужение или работу
Во время Конституционного Конвента представители Южной Калифорнии Пирс Баттлер и губернатор Чарльз Пинки предложили включить в Конституцию данное положение. Джеймс Вильсон из Пенсильвании возразил, поскольку подобная норма привела бы к тому, что налогоплательщики штатов-противников рабства должны были бы со своих налогов оплачивать поимку беглых рабов. Баттлер согласился с этим доводом и снял своё предложение. Однако на следующий день эта норма вновь появилась в тексте Конституции, присоединённая к положениям об экстрадиции. В дальнейшем статья была утверждена без возражений.
Данное положение предполагало, что беглые рабы подлежат возврату по требованию своих хозяев, но конкретного механизма установлено не было. В 1793 году Конгресс принял Акт о беглых рабах, которым запретил штатам создавать убежища для беглых рабов, сделал федеральным преступлением помощь беглому рабу, а также позволил работу ловцов рабов на территории всей федерации. Поскольку штаты-противники рабства продолжали препятствовать исполнению данного закона, в 1850 году была принята ещё более жёсткая его редакция.
В 1864 году, во время Гражданской войны, попытка исключить данное положение из Конституции провалилась. За поправку проголосовало 69 членов Палаты представителей, против — 38, что было меньше необходимых двух третей.
После принятия тринадцатой поправки, отменяющей рабство, данная норма утратила своё практическое значение.

## Часть 3: Новые штаты и федеральная собственность

### Новые штаты
Новые штаты могут быть приняты Конгрессом в настоящий Союз, но ни один новый штат не может быть образован или создан в пределах юрисдикции какого-либо другого штата; и никакой штат не может быть образован слиянием двух или более штатов либо частей штатов без согласия законодательных собраний заинтересованных штатов, равно как и Конгресса.
Конгрессу предоставлено право принимать решение о принятии в Федерацию новых штатов. В момент принятия Конституции предполагалось скорое принятие в союз штата Вермонт. При этом авторы Конституции чётко запретили Конгрессу вмешиваться в территориальное устройство штатов без согласия этих штатов.
Конституция прямо не устанавливает требований к тому, что бы все штаты принимались в Союз на равных правах. Более того, подобное предложение было отклонено во время Конвента. Однако Конгресс часто включал подобное положение в Акт о принятии в союз. Более того, Верховный Суд США признавал неконституционными положения, приводящие к неравенству штатов в зависимости от времени их принятия. Так Верховный Суд признал, что поскольку все штаты имели контроль над своими внутренними водами, Конгресс не может лишить этого права новопринятый штат Алабама. С другой стороны равноправие может приводить и к некоторой потери штатами своих прав. Так до вступления в федерацию Техас контролировал морские воды как независимое государство, однако после вступления в Федерацию контроль перешёл к Конгрессу, как и у всех остальных штатов. Принятый в 1953 году закон, передавший ряду штатов (но не всем) контроль над территориальными морскими водами был признан Конституционным, так как штатам не гарантировано равноправие после вступления в союз.
Во время гражданской войны жители Западной Вирджинии не согласились с решением законодательного собрания Вирджинии выйти из состава США. Они сформировали новое правительство, которое было признано Авраамом Линкольном. В 1863 году законодательное собрание Вирджинии позволило разделение штата и решением Конгресса был создан новый штат: Западная Вирджиния.
Вопрос возможности покинуть федерацию не рассматривается в Конституции. Верховный Суд указал, что «США — это вечный и неделимый союз». Однако суд заметил, что разделение, в принципе, возможно в результате революции или с согласия Штатов.

### Федеральная собственность и территория
Конгресс имеет право распоряжаться территорией или иной собственностью, принадлежащей Соединённым Штатам, и издавать относительно них все необходимые постановления и предписания. Ничто в этой конституции не должно быть истолковываемо в таком смысле, который бы нарушал права Соединенных Штатов или какого-либо отдельного штата.
Данные положения устанавливают исключительные права Конгресса распоряжаться Федеральной собственностью, а также принимать законы, касающиеся такой собственности. Так штаты не могут облагать налогом федеральную собственность, а также ограничивать её использование каким либо образом. Так штат не может разрешить охоту на территории федерального заповедника, находящегося на принадлежащей Конгрессу земле внутри штата. Точно также штат не может облагать федеральные земли земельным налогом.

## Часть 4: Обязанности Федерации

### Республиканское правительство
Соединённые Штаты гарантируют всем штатам союза республиканскую форму правления.
Это положение требует, что бы правительство всех штатов имело республиканскую форму правления. Данное положение Конституции — одно из самых дискуссионных с самого первого дня её существования. Основной её трактовкой является то, что правительство штатов должно формироваться на главном республиканском принципе: власть осуществляется с согласия тех, кем управляют.
Однако, Конституция не содержит прямого указания на то, что такое республиканское правительство. Некоторые принципы такого правительства понятны из самого текста Конституции. Так, например, в Статье 7 указано, что Конституция вступает в силу после её ратификации лишь частью штатов, а не всеми штатами. Это означает власть большинства и невозможность меньшинства диктовать свою волю большинству.
Кроме того, в записках авторов Конституции можно найти упоминания о том, что они отличали «демократию» от «республиканской формы правления», хотя чёткого определения обоим понятиям не давали. В 1840 году Верховный Суд США признал, что данная норма является «политической», то есть на её основании невозможно основывать судебный иск или требовать от правительства конкретных действий через судебную систему. Это случилось при рассмотрении иска, связанного с волнениями в Род Айланде, когда истец требовал признать, что поскольку в данном штате лишь 40 % населения имело право голоса, правительство не является республиканским и, следовательно, лишено правового основания для своей деятельности. Суд установил, что принятие решения в данном случае лежит на Конгрессе, который законами может заставить Род Айленд изменить свою Конституцию и расширить избирательные права населения.
Передача права обеспечивать республиканскую форму Конгрессу дало последнему возможность действовать в период восстановления США после гражданской войны. Так ликвидация рабства, ограничения избирательных прав бывших конфедератов, ликвидация органов власти Конфедерации, установление порядка восстановления власти федерации на территории восставших штатов — всё это делалось со ссылкой на обязанность Конгресса обеспечить республиканское правительство во всех штатах.

### Защита от вторжения и внутреннего насилия
Соединённые Штаты должны защищать каждый Штат против вторжения, а также, по просьбе законодательного собрания штата (а если оно не может быть собрано - по просьбе исполнительной власти штата) и против внутреннего насилия
Данная статья обязывает армию США защищать каждый свой штат от любого внешнего вторжения. Кроме того, федеральные войска могут быть использованы для борьбы с восстаниями, терроризмом и иными случаями внутреннего насилия, но для этого требуется прямая просьба соответствующего штата.